# Slutspil (skak)
 For alternative betydninger, se Slutspil. (Se også artikler, som begynder med Slutspil)
Slutspil er det sidste stadie af en spil skak, hvor der kun er få brikker tilbage på brættet.
Overgangen mellem midtspillet og slutspillet er ofte ikke særlig klart, og kan forekomme gradvist, eller ved en hurtig afbytning af flere sæt brikker. Slutspillet har dog en tendens til at have forskellige karakteristika i forhold til midterspillet, og spillerne har ligeledes anderledes strategiske overvejelser. Særligt bønderne bliver vigtigere i takt med at slutspillet ofte drejer som om at forvandle en bonde til en dronning ved at flytte den til ottende række for hvid eller første række for sort. Kongen er ofte fordelagtig at beskytte og gemme væk i midterspillet, idet der i dette stadie er flere stærke brikker på brættet som tit kan udføre et angreb på en blottet konge. I slutspillet er det derimod ofte ufarligt at have kongen i midten af brættet - her kan en centralt og aktivt placeret konge ofte betyde at man vinder spillet.
Hvor åbningsteori i skak er i konstant ændring, idet nye stillinger i midterspillet, vinder eller taber popularitet, så forekommer slutspilsteorien at være mere konstant. Dette er tilfældet fordi der med færre brikker på brættet oftere kan findes en objektiv sandhed omkring en given positionen ved hjælp af skakprogrammer. Mange mennesker har udgivet studier i slutspil med slutspilsstillinger, der kan løses ved at finde en vinder for hvid, hvor der ikke er en indlysende måde at vinde på, eller remis når det ser ud til at hvid vil tabe.
Ved slutspillet er det ofte fordelagtigt for den stærke side (den med mest materiale ved brug af normal værdisætning af skakbrikker) at forsøge at afbytte brikker (springere, løbere, tårne og dronninger), men ikke at afbytte bønder. Den forsvarende side kan ofte have fordel af at stræbe efter det modsatte, altså at undgå afbytninger af officerer og prøve at afbytte bønder.
Der findes en række klassiske slutspil med brikker som bonde og konge mod konge, skakmat med løber og bønder samt løber mod springer.